# Słosinko
Słosinko (deutsch Reinfeld R, kaschubisch: Słoszënkò) ist ein Dorf in der Woiwodschaft Pommern in Polen. Es gehört zur Gmina Miastko (Gemeinde Rummelsburg) im Powiat Bytowski (Bütower Kreis).

## Geographische Lage
Die Ortschaft liegt in Hinterpommern, etwa zehn Kilometer südlich der Stadt Rummelsburg (Miastko).
Zu erreichen ist der Ort über eine Stichstraße, die bei Miłocice (Falkenhagen) von der Landesstraße 20 (Stargard (Stargard in Pommern) – Gdynia (Gdingen), hier ehemalige deutsche Reichsstraße 158 Berlin–Lauenburg (Pommern)) abzweigt.  Nebenstraßenverbindungen bestehen nach Starzno (Starsen) und nach Przeradz (Heinrichsdorf) im Kreis Człuchów (Schlochau).
Słosinko ist Bahnstation an der Staatsbahnstrecke 405 von Piła (Schneidemühl) nach Ustka (Stolpmünde). Von 1902 bis 1992 mündete in Reinfeld auf diese Strecke die Bahnstrecke Schlochau–Reinfeld (Człuchów–Słosinko), deren Betrieb jedoch eingestellt worden ist.

## Ortsname
Die deutsche Ortsbezeichnung „Reinfeld“ kommt in Deutschland mehrfach vor. Im Landkreis Rummelsburg, zu dem ehemals der heute Słosinko genannte Ort gehörte, gab es ein zweites „Reinfeld“ (heute polnisch: Barnowiec, Gmina Kołczygłowy (Alt Kolziglow)). Letzteres nannte man zur Unterscheidung auch „Reinfeld B“ (bei Barnow), ersteres „Reinfeld R“ (bei Rummelsburg).

## Geschichte

Reinfeld südlich der Stadt Rummelsburg auf einer Landkarte von 1910.

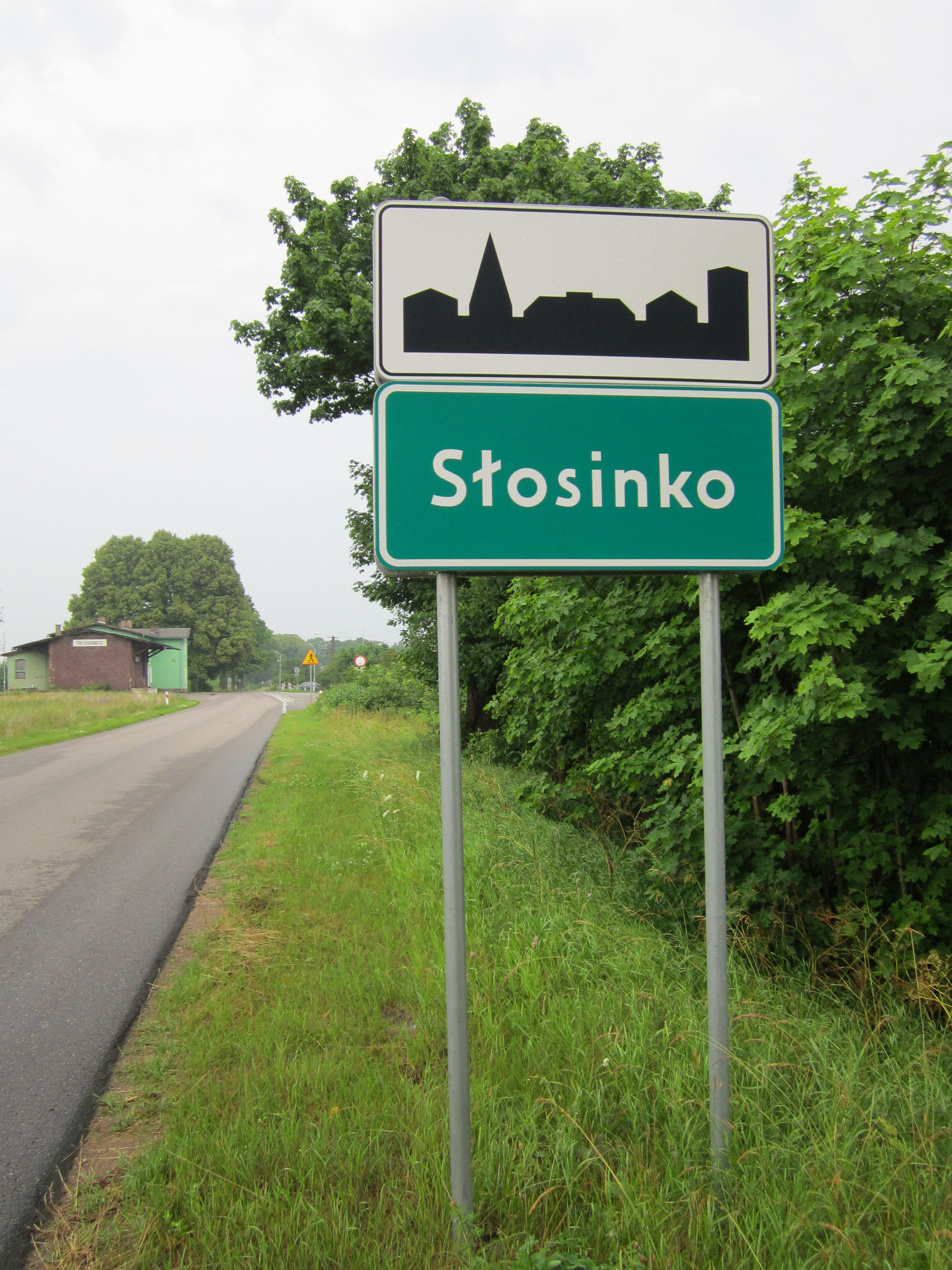
Landstraße bei Reinfeld

Die erste Gründung des Dorfes geschah unter dem Deutschen Ritterorden im 14. Jahrhundert. Zu Beginn des 15. Jahrhunderts war es im Besitz der Familie Grell.
Um 1563 erfolgte die zweite Gründung. Um 1590 werden 16 Bauern und 8 Kossäten genannt. 1685 gab es nur noch 10 Halbbauern, 1717 waren es gerade mal 13. Immerhin werden 1784 konstatiert: 12 Halbbauern, 1 Kossät, 1 Krug und 1 Schulmeister.
Reinfeld R, dies war der Rittergutsanteil A, war in seiner Geschichte im Besitz unterschiedlicher Eigentümer, unter ihnen die im Land Rummelsburg häufig vertretene Rittergutsfamilie von Massow. Um 1914 war der Arzt Dr. Glöckner aus Sorau in der Niederlausitz der Gutsherr auf 740 ha. Als letzter Besitzer, mindestens seit 1938, Verwalter Karl Kurth und Dr. Irmgard von Aschoff, Tochter des Politikers Friedrich von Aschoff, vor 1945 wird Dr. Kurt Karl Volkmar Störmer-Stettin genannt. Der Diplomwirt stellte der Wissenschaft Hochzucht-Pflanzgut zur Verfügung.
Während hier 1818 noch 139 Einwohner gezählt wurden, waren es 1871 bereits 328.
Im Rahmen der Auflösung der Gutsbezirke in Preußen wurden die Landgemeinde Reinfeld R und der Gutsbezirk Reinfeld R mit dem benachbarten Gutsbezirk Hammer zu einer neuen Landgemeinde zusammengefasst, die den Namen „Reinfeld-Hammer“ erhielt. Bis 1945 bildete Reinfeld einen Wohnplatz der Gemeinde Reinfeld-Hammer und gehörte mit dieser zum Landkreis Rummelsburg i. Pom.
Gegen Ende des Zweiten Weltkriegs wurde die Region um Reinfeld-Hammer im Frühjahr 1945 von der Roten Armee besetzt. Nach Kriegsende wurde der Ort, wie ganz Hinterpommern, unter polnische Verwaltung gestellt. Es begann danach die Zuwanderung polnischer Zivilisten. Reinfeld R erhielt den neuen polnischen Namen „Słosinko“. In der Folgezeit wurden die Alteinwohner aus Reinfeld-Hammer vertrieben.
Heute wohnen etwa 700 Menschen in dem Ort, der jetzt zur Gmina Miastko im Powiat Bytowski der Woiwodschaft Pommern (bis 1998 Woiwodschaft Stolp) gehört.

## Kirche

### Kirchengemeinde
Das bis 1945 fast ausnahmslos evangelische Reinfeld war Filialgemeinde im Kirchspiel Falkenhagen (heute polnisch: Miłocice). Die Pfarrei Falkenhagen gehörte damals zum Kirchenkreis Rummelsburg (Miastko) im Ostsprengel der Kirchenprovinz Pommern in der Kirche der Altpreußischen Union. 1940 zählte die Kirchengemeinde Reinfeld 661 Gemeindeglieder und war damit sogar größer als die Muttergemeinde in Falkenhagen. Letzter deutscher Geistlicher war Pfarrer Georg Schulz, während das Kirchenpatronat zuletzt Dr. Störmer-Stettin oblag.
Seit 1945 sind die Bewohner von Słosinko überwiegend katholischer Konfession. Auch heute noch ist der Ort Filialgemeinde in der Pfarrei Miłocice, die um die andere Tochtergemeinde Wołcza Wielka (Groß Volz) erweitert ist. Die Pfarrei gehört zum Dekanat Miastko im Bistum Köslin-Kolberg der Katholischen Kirche in Polen. Evangelische Kirchenglieder sind heute dem Pfarramt in Koszalin (Köslin) in der Diözese Pommern-Großpolen der Evangelisch-Augsburgischen Kirche in Polen zugeordnet. Gottesdienstort ist die evangelische Kirche in Wołcza Wielka (Groß Volz).

### Dorfkirche
In Reinfeld ist 1590 eine Kirche gebaut worden, obwohl die nächste in Falkenhagen weniger als zwei Kilometer entfernt lag. Im Jahre 1595 ermahnte der Herzog in Stettin, die Reinfelder Kirche wieder abzureißen, damit die Falkenhagener Kirche leichter zu unterhalten sei. Daraufhin gab es so viele Proteste und Eingaben, dass der Herzog den Reinfeldern ihre Kirche beließ.
Das Gotteshaus stand in aller Abgeschiedenheit auf einer Anhöhe außerhalb des Dorfes. Sie galt als die älteste Fachwerkkirche im Landkreis Rummelsburg i. Pom. An der Westseite stand ein niedriger Holzturm ohne Helm. Auffallend war die doppelte Fensterreihe der Kirche: eine unter der Dachtraufe, eine zweite unterhalb des unteren Fachwerkriegels. An der Nordseite führte eine Außentreppe zu den Emporen im Innern.
In das Kircheninnere führte eine nur 1,50 Meter hohe Tür. Überhaupt war der Innenraum niedrig und dunkel. Seine Einrichtung stammte aus dem 17. Jahrhundert und war durchweg von örtlichen Handwerkern errichtet. Die Altarwangen waren in wirklicher Volkskunst geschaffen, ohne Rücksicht auf Stil und Zeit. Ähnlich verhielt es sich mit einem Doppelkreuz an der Nordwand, an dessen unterem Balken Christus hing, unter ihm Maria und Johannes. Es dürfte sich hierbei um ein Weihedenkmal für Tote in eben auch volkstümlicher Art gehandelt haben.
Die Kirche wurde 1945/46 abgerissen. Im Jahre 1995 erbaute man ein neues Gotteshaus und gab ihm den Namen Kościół pw. NMP Królowej Pokoju.

## Schule
Im Jahre 1780 gab es in Reinfeld ein Schulgebäude, das auch die Kinder aus Heinrichsdorf (heute polnisch: Przerazdz) besuchten. 1937 gab es hier zwei Lehrer, die 97 Kinder unterrichteten.